# Hello, Hawaii, How Are You? (Canção)
Hello, Hawaii, How Are You? (Do português: Olá Havaí, como vai você?) é uma canção escrita em 1915 por Jean Schwartz, Edgar Leslie e Bert Kalmar.
A música foi inspirada na transmissão telefônica de rádio da American Telephone and Telegraph Company da estação na Marinha dos EUA, NAA em Arlington, Virgínia, para a ilha do Havaí. Essa tecnologia ainda era experimental, e a música ressalta o desespero de quem liga para falar com sua namorada no Havaí, de sua casa na cidade de Nova York.
A música foi gravada em 1915 por Billy Murray, acompanhada de uma versão instrumental de Pietro Deiro no Lado B; e mais tarde naquele ano pela estrela da Broadway Nora Bayes.

## Letra
A versão de Murray da canção:
Captain Jinks, one night on Broadway, all alone, Read the news about the wireless telephone. Pretty soon his thoughts began to stray, over seven thousand miles away. He went through a whole month's pay just to phone and say:
Hello, Hawaii, how are you?
Let me talk to Honolulu Lou
To ask her this
Give me a kiss
Give me a kiss
By wireless
Please state
I can't wait
To hear her reply
For I had to pawn
Ev'ry little thing I own
To talk from New York
Through the wireless telephone
Oh, Hello, Hawaii, how are you?
Good-bye!
Na versão de Murray, pelo menos, "Hawaii" é pronunciado de forma gíria, como "Hah-WAH-yah", tocando na mesma linha de "How are you?".